# Neferirkare Kakai
Neferirkare Kakai (helenizirano starogrško Νεφερχέρης, latinizirano: Neferherês) je bil tretji faraon iz Pete egipčanske dinastije, ki je vladal v 25. stoletju pr. n. št.
Bil je najstarejši sin faraona Sahureja in njegove žene Meretnebti. Do prihoda na prestol se je imenoval Ranefer. Očeta je nasledil dan po njegovi smrti in vladal osem do enajst let. Njega je zelo verjetno nasledil princ Ranefer, njegov najstarejši sin s kraljico Kentkaus II., ki je vladal kot faraon Neferefre. Faraon je bil tudi Neferirkarejev sin Njuserre Ini, ki je na prestol prišel po kratki bratovi vladavini in vladavini njegovega slabo znanega naslednika Šepseskareja. 
Neferirkareja so njegovi sodobniki opisovali kot prijaznega in dobrodušnega vladarja, ki je v nezgodah  posredoval v korist svojih dvorjanov. Med njegovo vladavino se je zelo povečalo število državnih uradnikov in svečenikov, ki so svoje položaje in bogastvo izkoristili za gradnjo arhitekturno dodelanih mastab, v katerih so prvič v zgodovini zapisovali  svoje življenjepise. Neferirkare je bil zadnji faraon, ki je značilno spremenil standardno vladarsko naslavljanje, tako da je rojstno ime (nomen) ločil od prestolnega imena (prenomen). Od njega dalje se je prestolno ime pisalo v kartuši, pred katero je bil epitet »sin Raja«. Med njegovim vladanjem so se nadaljevali trgovski stiki z Nubijo na jugu in morda Biblosom na levantinski obali na severu.
Na kraljevi nekropoli v  Abusirju je začel zase graditi piramido z imenom Ba-Neferirkare, kar pomeni Neferirkare je Ba. Po prvotnem načrtu bi morala biti stopničasta piramida, kakršne so nazadnje gradili v Tretji dinastiji pred približno 120 leti. Načrte so kasneje spremenili in začeli graditi pravo piramido, ki zaradi faraonove smrti ni bila nikoli dograjena. Neferirkare je gradil tudi tempelj z imenom Setibre – Mesto Rajevega srca, posvečen bogu Raju. Stari viri trdijo, da je bil največji tempelj, zgrajen v Peti dinastiji. Njegova lokacija je še vedno neznana.
Po Neferirkarejevi  smrti so v njegovem mrtvaškem templju, ki ga je dokončal sin Njuserre Ini, gojili njegov posmrtni kult. Kult je na koncu Starega kraljestva izginil. V Srednjem kraljestvu so ga v Dvanajsti dinastiji oživili, vendar v zelo omejenem obsegu. V tem času je bil verjetno prvič napisan Westcarjev papirus, ki pripoveduje zgodbo, da so bili Userkaf, Sahure in Neferirkare bratje, sinovi boga Raja in matere z imenom Rededžet. 

## Galerija
- Kip Neferirkarejevega najstarejšega sina Neferefreja iz njegovega mrtaškega templja
- Rekonstrukcija obredne vaze iz sikomorinega lesa s fajančnimi in zlatimi vstavki z Neferirkareejvo kartušo, odkrita v njegovem mrtvaškem templju: Egipčansko muzej, Kairo
- Ptahšepses, relief iz njegove mastabe; Ptahšepses je imel redko čast, da je lahko poljubil faraonove noge
- Neferirkarejeva piramida
- Ženska s polno košaro, poosebljenje Neferirkarejevih zemljiških posesti; grobnica Sekemnefer III.